# 石沱遺址
石沱遺址位於重慶市涪陵區石沱鎮團結村2組，文物遺址年代為商周-明，2009年12月15日列為第二批重慶市文物保護單位。